# 関東地方のご当地ソング一覧
関東地方のご当地ソング一覧（かんとうちほうのごとうちソングいちらん）は、日本の関東地方に関連するご当地ソングの一覧。

## 関東地方全般
- 国道16号
  - 「16号を下って」小田和正
  - 「哀しみのルート16」松任谷由実
  - 「ROUTE 16」TOM★CAT
  - 「国道16」Something ELse
  - 「車線変更25時」キンモクセイ
- 京浜東北線など「MOTER MAN（秋葉原〜南浦和）」SUPER BELL''Z
- 高円寺、恵比寿、目黒、碑文谷、たまプラーザ、湘南
  - 「今度はいったい何回目の引越しになるんだろう」吉田拓郎
- 奥多摩湖「奥多摩湖」賀川じゅ
- 利根川、香取市（旧佐原市）
  - 「坂東太郎」成世昌平
- 利根川、潮来市
  - 「利根の舟歌」 松平晃
- 東京湾アクアライン
  - 「Bird」AKB48

## 茨城県
- 茨城県
  - 「磯節キリキリ」成世昌平
  - 「笑顔でこんばんレンコン」富岡美保
  - 「もずが枯木で」ボニージャックス、石原裕次郎、岡林信康、他。
- 潮来市
  - 「潮来花嫁さん」花村菊江
  - 「潮来笠」橋幸夫
  - 「潮来子守唄」都はるみ
  - 「潮来夜船」北廉太郎
  - 「潮来船頭さん」マヒナスターズ
  - 「潮来舟」大月みやこ
- 水戸市「あゝ水戸浪士」北島三郎
- 取手市「人情取手宿」氷川きよし
- 土浦市「風の贈り物」南こうせつ
- つくば市「筑波の風」水城なつみ
- 日立市かみね動物園「動物園へゴーゴー」日立市少年少女合唱団
- かすみがうら市「若鷲の歌」 霧島昇
- 筑波山
  - 「筑波山麓合唱団」デューク・エイセス
- 恋瀬川
  - 「恋瀬川」中村美律子
  - 「恋瀬川」八代亜紀
- 利根川
  - 「船頭小唄」中山歌子、森繁久彌、三上寛、他。

## 栃木県
- 栃木県
  - 「栃木エレジー」都はるみ
  - 「ベジフルとちぎ!!」速水けんたろう & ひまわりキッズ
  - 「とちぎの女」丘なる実
- 足利市
  - 渡良瀬橋
    - 「渡良瀬橋」森高千里、城之内早苗、松浦亜弥
- 日光市
  - 「25（NIKKO）」沼尾健司
  - いろは坂「いろは坂」原田悠里
  - 日光二荒山神社「恋の神橋」
  - 「NIKKO, LIFE IS MAGIC!」せきぐちゆき
- 日光市・東京
  - 「Chaise À Tokyo」Benjamin Biolay
- 宇都宮市
  - 桜通り
    - 「桜通り十文字」関口由紀

  - オリオン通り
    - 「オリオン通り」浜崎貴司*斉藤和義
- 鹿沼市「さわやか・ときめき・夢タウン」
- 小山市
  - 「おやま!あれま!」ABCこどもコーラス（小山ゆうえんちのCMソング）
- さくら市
  - 「喜連川」森山愛子

## 群馬県
- 上州
  - 「上州鴉」瀬川伸
  - 「おんな上州路」音羽しのぶ
- 赤城山
  - 「名月赤城山」東海林太郎
  - 「赤城の子守唄」 東海林太郎
- 草津温泉・伊香保温泉・万座温泉・水上温泉…「いい湯だな」デューク・エイセス
  - ザ・ドリフターズ版は登別温泉・草津温泉・南紀白浜温泉・別府温泉。
- 尾瀬国立公園「夏の思い出」石井好子
- 高崎市「愛されて高崎」大前あつみ&サザンクロス
- 前橋市「前橋ブルース」森雄二とサザンクロス
- 館林市
- 「尾曳の渡し」森山愛子
- 大間々町「風のエアメール」庄野真代
- 太田市（西藤中央公園）「西藤公園」back number
- 長野原町（北軽井沢）「カルメン故郷に帰る」高峰秀子

## 埼玉県
- 埼玉県
  - 「案山子」
  - 「心」東京事変
  - 「埼玉県」はなわ
  - 「埼玉県歌」[1]
  - 「埼玉県名勝唱歌」[2]
  - 「埼玉ゴズニーランド」UNDERGROUND SEARCHLIE
  - 「さいたまパヤパヤ」イオシス
  - 「重忠節」三橋美智也[3]
  - 「JUST A JUSCO」グループ魂
  - 「旅立ちの日に」[4]
  - 「地理教育埼玉唱歌」[5]
  - 「通りゃんせ」
  - 「とべとべおねいさん」のはらしんのすけ&アクション仮面
  - 「なぜか埼玉」さいたまんぞう
  - 「人生たまたま…さいたまで」さくまひでき、ゆうかりしずる
  - 「はとぽっぽ」[6]
  - 「やるねさいたま」勝手に観光協会[7]
  - 「テレ玉くんのうた」
- 埼玉県北部「北埼玉ブルース」のはらひろし（声：藤原啓治）（クレヨンしんちゃん）
- 彩の国「はばたく彩の国」千羽優希
- さいたま市
  - 浦和区
    - 「浦和・思い出・宿場町」梅原司平
    - 「嵐のマッチョマン」とんねるず

  - 桜区・田島ヶ原
    - 「さくら草」千花有黄

  - 大宮区
    - 「大宮サンセット」スピッツ
    - 「大宮で別れた修善寺の女（ひと）」トビ木村と足手まとい ア〜ンド ビートたけし
    - 「大宮駅は別れ駅」風舞あきら
    - 「大宮の内まで聞ゆ」高世幸明
    - 「大宮駅から乗る女」秋庭豊とアローナイツ
    - 「大宮雨情」杜たかし
    - 「大宮の☆（星）」佐々木早人
      - 大宮公園「大宮公園」高橋由美子
- 川口市「キューポラのある街」吉永小百合
- 春日部市
  - 「春日部慕情」平山みき
  - 「春日部サンバ」チェリッシュ
- 秩父市
  - 「秩父・夜祭り・音楽寺」橋本清二
  - 「奥秩父子守歌」いとうまい子
  - 「秩父」CHO CO PA CO CHO CO QUIN QUIN
- 所沢市「西武園恋唄」所ジョージ
- 熊谷市
  - 「直実節」新民謡
  - 「灼熱の恋の物語～KUMAGAYA Fall in love」チェウニ&ジョニ男
- 加須市「ふる里」ピンキッシュ
- 川越市「Over The River」スネオヘアー
- 志木市「カパカパ!shiki city」石田洋介
- 戸田市「埼京戦隊ドテレンジャーのテーマ」
- 新座市「新座音頭」藤山一郎
- 羽生市「Hello!Hanyu☆Hanyu」石田洋介・さくまひでき
- 深谷市「おねぎのマーチ」島津亜矢
- 朝霞市「坂の下に見えたあの街に」尾崎豊
- 綾瀬川「心が帰る場所」奥華子

## 千葉県
- 千葉県「ファイト!ファイト!ちば!」ジャガー
- 九十九里浜
  - 「九十九里浜」水森かおり
  - 「想い出の九十九里浜」Mi-Ke
- 房総半島「房総半島吹く風まかせ」水森かおり
- 国道127号「國道127號線の白き稲妻」氣志團
- 千葉市
  - 美浜区（ワールドビジネスガーデンマリブウエスト、稲毛の浜）
    - 「Summer FM」GLAY

  - 稲毛区（稲毛）
    - 「ソーリー、ロンリー。」古川未鈴（でんぱ組.inc）

  - 若葉区
    - 「千葉市、若葉区、6時30分。」Plastic Tree
- 千葉市・浦安市「トロン岬」パール兄弟
- 成田市
  - 「うなうなうなりくん」石田洋介
  - 「とりあえずNARITA」ハイ・ファイ・セット
  - 成田国際空港
    - 「北ウイング」中森明菜
    - 「成田エアポート」美咲じゅん子

  - 「Narita」Riot
  - 「Narita Express」Russ Gabriel
- 八千代市「八千代ふるさと音頭」森昌子
- 木更津市
  - 「証城寺の狸囃子」
  - 「中の島大橋ブルーズ」氣志團
  - 「海蛍」樹希彦（歌詞には九十九里、犬吠埼が登場）
  - 「やっさいもっさい」デューク・エイセス
- 勝浦市「勝浦シャンソン」水前寺清子
- 勝浦市、鴨川市、木更津市「空と海のホテル三日月」クレッセント
- 御宿町「月の沙漠」松島詩子（柳井はるみ）、山崎ハコ
- 御宿町、いすみ市「ONJUKU-OHARA-TAITO 抜けて」TUBE
- 多古町「多古町民歌」子門真人、斉藤伸子
- 千倉町「潮騒の里」
- 笹川町
  - 「大利根月夜」田端義夫
  - 「大利根無情」三波春夫
- 銚子市
  - 「銚子漁港」千葉一夫
  - 「犬吠埼」水森かおり
  - 「澪つくし」彩恵津子
  - 「真冬のサーファー」松任谷由実 - 著書に「君ヶ浜のサーファー」と記述。
  - 「9月には帰らない」松任谷由実 - ラジオで「歌詞の灯台は犬吠埼」と発言。
  - 銚子電気鉄道「デキちゃんはトコトコはしる」、「ちょこっと旅しよ」
    - 外川駅「外川に春がやってくる」
- 浦安市「浦安の黒ちゃん」長渕剛
  - 浦安フラワー通り商店街
    - 「浦安フラワー商店街コイコイ音頭」ビートたけしと元気が出る商事

  - 境川・記念橋
    - 「浦安エレジー」

  - 舞浜
    - 「Invitation」山本麻里安

  - 東京ディズニーランド
    - 「浦安太郎」野坂昭如
- 松戸市
  - 「矢切の渡し」ちあきなおみ、細川たかし他競作
  - 「すぐやる課」仲清史
- 柏市「KASHIWAマイラブ〜ユーミンを聞きながら〜」爆風スランプ
- 鎌ケ谷市「鎌ヶ谷大仏」スキップカウズ
- 船橋市
  - 「船橋ヘルスセンターの歌」楠トシエ
  - 「さらばハイセイコー」増田末夫
- 市川市
  - 「ファイト!いちかわ!」ジャガー

## 東京都
- 東京都のご当地ソング一覧参照

## 神奈川県
- 神奈川県のご当地ソング一覧参照